# Oxythyrea subcalva
Oxythyrea subcalva är en skalbaggsart som beskrevs av Sylvain Auguste de Marseul 1878. Oxythyrea subcalva ingår i släktet Oxythyrea och familjen Cetoniidae. Inga underarter finns listade i Catalogue of Life.